# Scottish Premiership 2024/25
Die Scottish Premiership war 2024/25 die 12. Austragung als höchste schottische Fußball-Spielklasse der Herren unter diesem Namen. Die Liga wurde offiziell als William Hill Premiership ausgetragen. Es war zudem die 128. Austragung der höchsten Fußball-Spielklasse innerhalb der Scottish Professional Football League, in welcher der Schottische Meister ermittelt wurde. Die Spielzeit begann am 3. August 2024 und endete nach zwei Runden mit dem 38. Spieltag am 18. Mai 2025. Zum ersten Mal seit vier Jahren gab es in der Premiership keine Winterpause. Der Spielplan wurde am 27. Juni 2024 veröffentlicht.
Nach der regulären Saison, die als 1. Runde bezeichnet wurde und in der alle Mannschaften jeweils dreimal gegeneinander antraten, begann die abschließende 2. Runde, die in zwei Gruppen der Meisterschafts- und Abstiegs-Play-offs unterteilt wurde. Der Elftplatzierte der Premiership trat danach in Relegationsspielen an, an denen der Zweit-, Dritt- und Viertplatzierte der Scottish Championship teilnahmen. Der Tabellenletzte steigt direkt ab.
Titelverteidiger war Celtic Glasgow. Aufsteiger aus der Championship war Dundee United.
Am 26. April 2025, dem 34. Spieltag verteidigte Celtic seinen Titel erfolgreich und sicherte sich nach einem 5:0-Auswärtssieg gegen Dundee United seinen vierten Premiership-Titel in Folge und den 55. schottischen Meistertitel insgesamt.

## Vereine
| Verein              | Stadt      | Stadion                                       | Kapazität |
| ------------------- | ---------- | --------------------------------------------- | --------- |
| FC Aberdeen         | Aberdeen   | Pittodrie Stadium                             | 20.866    |
| Celtic Glasgow      | Glasgow    | Celtic Park                                   | 60.411    |
| FC Dundee           | Dundee     | Scot Foam Stadium at Dens Park                | 11.775    |
| Dundee United       | Dundee     | CalForth Construction Arena at Tannadice Park | 14.233    |
| Heart of Midlothian | Edinburgh  | Tynecastle Park                               | 20.099    |
| Hibernian Edinburgh | Edinburgh  | Easter Road                                   | 20.421    |
| Glasgow Rangers     | Glasgow    | Ibrox Stadium                                 | 50.817    |
| FC Kilmarnock       | Kilmarnock | BBSP Stadium Rugby Park                       | 17.889    |
| FC Motherwell       | Motherwell | Fir Park                                      | 13.677    |
| Ross County         | Dingwall   | Global Energy Stadium                         | 06.541    |
| FC St. Johnstone    | Perth      | McDiarmid Park                                | 10.696    |
| FC St. Mirren       | Paisley    | SMISA Stadium                                 | 07.937    |

## 1. Runde

### Abschlusstabelle
| Pl.             | Verein                 | Sp. | S  | U  | N  | Tore    | Diff. | Punkte |
| --------------- | ---------------------- | --- | -- | -- | -- | ------- | ----- | ------ |
| 1.              | Celtic Glasgow (M) (P) | 33  | 26 | 3  | 4  | 097:220 | +75   | 81     |
| 2.              | Glasgow Rangers (L)    | 33  | 20 | 6  | 7  | 068:350 | +33   | 66     |
| 3.              | Hibernian Edinburgh    | 33  | 14 | 11 | 8  | 054:410 | +13   | 53     |
| 4.              | Dundee United (N)      | 33  | 14 | 8  | 11 | 041:400 | +1    | 50     |
| 5.              | FC Aberdeen            | 33  | 14 | 8  | 11 | 045:490 | −4    | 50     |
| 6.              | FC St. Mirren          | 33  | 12 | 5  | 16 | 045:540 | −9    | 41     |
| 7.              | Heart of Midlothian    | 33  | 11 | 7  | 15 | 043:440 | −1    | 40     |
| 8.              | FC Motherwell          | 33  | 11 | 6  | 16 | 037:560 | −19   | 39     |
| 9.              | FC Kilmarnock          | 33  | 9  | 8  | 16 | 038:580 | −20   | 35     |
| 10.             | Ross County            | 33  | 9  | 8  | 16 | 033:560 | −23   | 35     |
| 11.             | FC Dundee              | 33  | 9  | 7  | 17 | 050:710 | −21   | 34     |
| 12.             | FC St. Johnstone       | 33  | 8  | 5  | 20 | 033:580 | −25   | 29     |
| Stand: Endstand |                        |     |    |    |    |         |       |        |

Platzierungskriterien: 1. Punkte – 2. Tordifferenz – 3. geschossene Tore

| Zum Saisonende 2023/24 |                                                 |
| (M)                    | Meister der Scottish Premiership 2023/24        |
| (P)                    | Pokalsieger des Scottish FA Cup 2023/24         |
| (L)                    | Ligapokalsieger des Scottish League Cup 2023/24 |
| (N)                    | Aufsteiger aus der Scottish Championship        |

## 2. Runde

### Meisterschafts-Play-offs

#### Abschlusstabelle
| Pl.             | Verein                  | Sp. | S  | U  | N  | Tore    | Diff. | Punkte |
| --------------- | ----------------------- | --- | -- | -- | -- | ------- | ----- | ------ |
| 1.              | Celtic Glasgow (M), (P) | 38  | 29 | 5  | 4  | 112:260 | +86   | 92     |
| 2.              | Glasgow Rangers (L)     | 38  | 22 | 9  | 7  | 080:410 | +39   | 75     |
| 3.              | Hibernian Edinburgh     | 38  | 15 | 13 | 10 | 062:500 | +12   | 58     |
| 4.              | Dundee United (N)       | 38  | 15 | 8  | 15 | 045:540 | −9    | 53     |
| 5.              | FC Aberdeen             | 38  | 15 | 8  | 15 | 048:610 | −13   | 53     |
| 6.              | FC St. Mirren           | 38  | 14 | 8  | 16 | 053:590 | −6    | 50     |
| Stand: Endstand |                         |     |    |    |    |         |       |        |

Platzierungskriterien: 1. Punkte – 2. Tordifferenz – 3. geschossene Tore

| Zum Saisonende 2023/24 |                                             |
| (M)                    | Meister des Vorjahres                       |
| (P)                    | Pokalsieger des Vorjahres                   |
| (L)                    | Ligapokalsieger des Vorjahres               |
| (N)                    | Neuaufsteiger aus der Scottish Championship |

### Abstiegs-Play-offs

#### Tabelle
| Pl.             | Verein              | Sp. | S  | U  | N  | Tore    | Diff. | Punkte |
| --------------- | ------------------- | --- | -- | -- | -- | ------- | ----- | ------ |
| 7.              | Heart of Midlothian | 38  | 15 | 7  | 16 | 052:470 | +5    | 52     |
| 8.              | FC Motherwell       | 38  | 14 | 7  | 17 | 046:630 | −17   | 49     |
| 9.              | FC Kilmarnock       | 38  | 12 | 8  | 18 | 045:640 | −19   | 44     |
| 10.             | FC Dundee           | 38  | 11 | 8  | 19 | 057:770 | −20   | 41     |
| 11.             | Ross County         | 38  | 9  | 10 | 19 | 037:650 | −28   | 37     |
| 12.             | FC St. Johnstone    | 38  | 9  | 5  | 24 | 038:680 | −30   | 32     |
| Stand: Endstand |                     |     |    |    |    |         |       |        |

Platzierungskriterien: 1. Punkte – 2. Tordifferenz – 3. geschossene Tore

### Tabellenverlauf
Verlegte Partien wurden entsprechend der ursprünglichen Terminierung dargestellt, damit an allen Spieltagen für jede Mannschaft die gleiche Anzahl an Spielen berücksichtigt wird.
|                     | 1  | 2  | 3  | 4  | 5  | 6  | 7  | 8  | 9  | 10 | 11 | 12 | 13 | 14 | 15 | 16 | 17 | 18 | 19 | 20 | 21 | 22 | 23 | 24 | 25 | 26 | 27 | 28 | 29 | 30 | 31 | 32 | 33 | 34 | 35 | 36 | 37 | 38 |
| ------------------- | -- | -- | -- | -- | -- | -- | -- | -- | -- | -- | -- | -- | -- | -- | -- | -- | -- | -- | -- | -- | -- | -- | -- | -- | -- | -- | -- | -- | -- | -- | -- | -- | -- | -- | -- | -- | -- | -- |
| Celtic Glasgow      | 1  | 1  | 1  | 1  | 1  | 1  | 1  | 1  | 1  | 1  | 1  | 1  | 1  | 1  | 1  | 1  | 1  | 1  | 1  | 1  | 1  | 1  | 1  | 1  | 1  | 1  | 1  | 1  | 1  | 1  | 1  | 1  | 1  | 1  | 1  | 1  | 1  | 1  |
| Glasgow Rangers     | 6  | 4  | 3  | 4  | 3  | 3  | 3  | 3  | 3  | 3  | 3  | 3  | 3  | 3  | 3  | 3  | 2  | 2  | 2  | 2  | 2  | 2  | 2  | 2  | 2  | 2  | 2  | 2  | 2  | 2  | 2  | 2  | 2  | 2  | 2  | 2  | 2  | 2  |
| Heart of Midlothian | 6  | 10 | 10 | 11 | 12 | 12 | 12 | 10 | 10 | 12 | 9  | 10 | 11 | 12 | 12 | 11 | 12 | 10 | 11 | 11 | 11 | 11 | 11 | 8  | 7  | 9  | 7  | 6  | 7  | 6  | 6  | 6  | 7  | 8  | 8  | 7  | 7  | 7  |
| KIL                 | 12 | 12 | 12 | 12 | 11 | 10 | 8  | 7  | 8  | 6  | 6  | 6  | 9  | 8  | 9  | 8  | 8  | 7  | 7  | 8  | 8  | 8  | 9  | 11 | 9  | 7  | 9  | 10 | 10 | 10 | 10 | 9  | 9  | 9  | 9  | 9  | 9  | 9  |
| FC St. Mirren       | 2  | 6  | 8  | 7  | 7  | 8  | 9  | 12 | 12 | 10 | 10 | 7  | 6  | 6  | 6  | 6  | 6  | 6  | 5  | 6  | 6  | 6  | 8  | 7  | 8  | 6  | 6  | 7  | 9  | 8  | 7  | 7  | 6  | 6  | 6  | 6  | 6  | 6  |
| FC Dundee           | 4  | 3  | 4  | 6  | 6  | 6  | 6  | 6  | 6  | 8  | 8  | 9  | 8  | 7  | 7  | 7  | 7  | 8  | 9  | 9  | 10 | 10 | 7  | 9  | 10 | 11 | 11 | 11 | 11 | 11 | 11 | 11 | 11 | 10 | 10 | 10 | 10 | 10 |
| FC Aberdeen         | 3  | 2  | 2  | 2  | 2  | 2  | 2  | 2  | 2  | 2  | 2  | 2  | 2  | 2  | 2  | 2  | 3  | 3  | 3  | 3  | 4  | 4  | 4  | 4  | 4  | 3  | 3  | 3  | 4  | 4  | 4  | 4  | 5  | 4  | 4  | 4  | 4  | 5  |
| Hibernian Edinburgh | 11 | 11 | 11 | 9  | 8  | 9  | 10 | 11 | 11 | 11 | 12 | 12 | 12 | 11 | 11 | 12 | 9  | 9  | 8  | 7  | 7  | 7  | 6  | 6  | 5  | 5  | 5  | 4  | 3  | 3  | 3  | 3  | 3  | 3  | 3  | 3  | 3  | 3  |
| FC Motherwell       | 6  | 9  | 6  | 5  | 5  | 4  | 4  | 5  | 5  | 4  | 4  | 4  | 4  | 5  | 5  | 5  | 4  | 4  | 6  | 5  | 5  | 5  | 5  | 5  | 6  | 8  | 10 | 8  | 6  | 7  | 8  | 8  | 8  | 7  | 7  | 8  | 8  | 8  |
| JOH                 | 10 | 5  | 7  | 8  | 10 | 11 | 11 | 8  | 7  | 9  | 11 | 11 | 10 | 10 | 10 | 10 | 11 | 12 | 12 | 12 | 12 | 12 | 12 | 12 | 12 | 12 | 12 | 12 | 12 | 12 | 12 | 12 | 12 | 12 | 12 | 12 | 12 | 12 |
| ROS                 | 6  | 8  | 9  | 10 | 9  | 7  | 7  | 9  | 9  | 7  | 7  | 8  | 7  | 9  | 8  | 9  | 10 | 11 | 10 | 10 | 9  | 9  | 10 | 10 | 11 | 10 | 8  | 9  | 8  | 9  | 9  | 10 | 10 | 11 | 11 | 11 | 11 | 11 |
| Dundee United       | 4  | 7  | 5  | 3  | 4  | 5  | 5  | 4  | 4  | 5  | 5  | 5  | 5  | 4  | 4  | 6  | 5  | 5  | 4  | 4  | 3  | 3  | 3  | 3  | 3  | 4  | 4  | 5  | 5  | 5  | 5  | 5  | 4  | 5  | 5  | 5  | 5  | 4  |

## Relegation
Teilnehmer an den Relegationsspielen um einen Platz für die folgende Scottish Premiership Saison 2025/26 sind drei Vereine aus der diesjährigen Championship. Hinzu kommt der Vorletzte aus der diesjährigen Premiership. Der Sieger jeder Runde wird in zwei Spielen ermittelt, wobei in der ersten Runde die Mannschaften die sich am Saisonende der Championship auf den Plätzen 3 und 4 befanden aufeinander treffen. Danach spielt der Sieger dieses Spiels in der zweiten Runde gegen den zweiten aus der Championship. Die letzte Runde wird zwischen dem Elftplatzierten aus der Premiership und dem Sieger der zweiten Runde ausgetragen. Der Sieger der dritten Runde erhält einen Platz für die neue Saison in der Premiership.
Erste Runde
Die Spiele wurden am 6. und 9. Mai 2025 ausgetragen.
|                 | Gesamt |            | Hinspiel | Rückspiel |
| --------------- | ------ | ---------- | -------- | --------- |
| Partick Thistle | 2:1    | Ayr United | 0:1      | 2:0       |

Zweite Runde
Die Spiele wurden am 13. und 16. Mai 2025 ausgetragen.
|                 | Gesamt |               | Hinspiel | Rückspiel |
| --------------- | ------ | ------------- | -------- | --------- |
| Partick Thistle | 0:4    | FC Livingston | 0:2      | 0:2       |

Dritte Runde
Die Spiele werden am 22. und 26. Mai 2025 ausgetragen.
|               | Gesamt |             | Hinspiel | Rückspiel |
| ------------- | ------ | ----------- | -------- | --------- |
| FC Livingston | 5:3    | Ross County | 1:1      | 4:2       |

## Statistiken

### Torschützenliste
Bei gleicher Anzahl von Toren sind die Spieler alphabetisch nach Nachnamen bzw. Künstlernamen sortiert.
| Pl. | Nat.        | Name           | Logo | Mannschaft          | Tore |
| --- | ----------- | -------------- | ---- | ------------------- | ---- |
| 1.  | Nigeria     | Cyriel Dessers |      | Glasgow Rangers     | 18   |
| 2.  | Japan       | Daizen Maeda   |      | Celtic Glasgow      | 16   |
| 2.  | Schottland  | Simon Murray   |      | FC Dundee           | 16   |
| 4.  | Australien  | Martin Boyle   |      | Hibernian Edinburgh | 15   |
| 4.  | England     | Sam Dalby      |      | Dundee United       | 15   |
| 6.  | Irland      | Adam Idah      |      | Celtic Glasgow      | 13   |
| 6.  | Deutschland | Nicolas Kühn   |      | Celtic Glasgow      | 13   |
| 8.  | Tschechien  | Václav Černý   |      | Glasgow Rangers     | 12   |
| 8.  | Nordirland  | Ronan Hale     |      | Ross County         | 12   |
| 8.  | Marokko     | Hamza Igamane  |      | Glasgow Rangers     | 12   |

### Meiste Torvorlagen
Bei gleicher Anzahl von Toren sind die Spieler alphabetisch nach Nachnamen bzw. Künstlernamen sortiert.
| Pl. | Nat.           | Name               | Logo | Mannschaft          | Vorlagen |
| --- | -------------- | ------------------ | ---- | ------------------- | -------- |
| 1.  | Kanada         | Alistair Johnston  |      | Celtic Glasgow      | 10       |
| 1.  | Japan          | Daizen Maeda       |      | Celtic Glasgow      | 10       |
| 1.  | Belgien        | Nicolas Raskin     |      | Glasgow Rangers     | 10       |
| 4.  | Deutschland    | Nicolas Kühn       |      | Celtic Glasgow      | 09       |
| 5.  | Schottland     | Luke McCowan       |      | Celtic Glasgow      | 08       |
| 5.  | Schottland     | Lennon Miller      |      | FC Motherwell       | 08       |
| 5.  | Schottland     | Lawrence Shankland |      | Heart of Midlothian | 08       |
| 5.  | England        | James Tavernier    |      | Glasgow Rangers     | 08       |
| 9.  | Schottland     | Daniel Armstrong   |      | FC Kilmarnock       | 07       |
| 9.  | Schottland     | Nicky Cadden       |      | Hibernian Edinburgh | 07       |
| 9.  | Elfenbeinküste | Mohammed Diomande  |      | Glasgow Rangers     | 07       |
| 9.  | Schottland     | Greg Taylor        |      | Celtic Glasgow      | 07       |

### Torhüter ohne Gegentor
| Pl. | Nat.       | Name              | Logo | Mannschaft          | Spiele ohne Gegentor |
| --- | ---------- | ----------------- | ---- | ------------------- | -------------------- |
| 1.  | Danemark   | Kasper Schmeichel |      | Celtic Glasgow      | 19                   |
| 2.  | England    | Jack Walton       |      | Dundee United       | 12                   |
| 3.  | England    | Jack Butland      |      | Glasgow Rangers     | 10                   |
| 4.  | Schottland | Craig Gordon      |      | Heart of Midlothian | 08                   |
| 5.  | England    | Jordan Smith      |      | Hibernian Edinburgh | 07                   |
| 6.  | Bulgarien  | Dimitar Mitow     |      | FC Aberdeen         | 06                   |

## Personal und Sponsoren
| Verein              | Logo | Trainer                                                                                       | Kapitän            | Ausrüster | Hauptsponsor                   |
| ------------------- | ---- | --------------------------------------------------------------------------------------------- | ------------------ | --------- | ------------------------------ |
| FC Aberdeen         |      | Jimmy Thelin                                                                                  | Graeme Shinnie     | Adidas    | TEXO                           |
| Celtic Glasgow      |      | Brendan Rodgers                                                                               | Callum McGregor    | Adidas    | Dafabet                        |
| FC Dundee           |      | Tony Docherty                                                                                 | Joe Shaughnessy    | Macron    | Crown Engineering Services     |
| Dundee United       |      | Jim Goodwin                                                                                   | Ross Docherty      | Erreà     | Quinn Casino                   |
| Heart of Midlothian |      | Steven Naismith (bis September 2024) Neil Critchley (bis April 2025) Liam Fox (ab April 2025) | Lawrence Shankland | Umbro     | Stellar Omada                  |
| Hibernian Edinburgh |      | David Gray                                                                                    | Joe Newell         | Joma      | Bevvy.com                      |
| Glasgow Rangers     |      | Philippe Clement (bis Februar 2025) Barry Ferguson (ab Februar 2025)                          | James Tavernier    | Castore   | Unibet                         |
| FC Kilmarnock       |      | Derek McInnes                                                                                 | Kyle Vassell       | Hummel    | James Frew Ltd                 |
| FC Motherwell       |      | Stuart Kettlewell (bis Januar 2025) Michael Wimmer (ab Februar 2025)                          | Paul McGinn        | Macron    | G4 Claims                      |
| Ross County         |      | Don Cowie                                                                                     | Connor Randall     | Macron    | Ross-shire Engineering         |
| FC St. Johnstone    |      | Craig Levein (bis September 2024) Simo Valakari (ab September 2024)                           | Nicky Clark        | Macron    | GS Brown Construction          |
| FC St. Mirren       |      | Stephen Robinson                                                                              | Mark O’Hara        | Macron    | Consilium Plumbing and Heating |

## Trainerwechsel
| Verein | Verein              | Trainer           | Grund           | Datum              | Tabellenplatz | Nachfolger                       |
| ------ | ------------------- | ----------------- | --------------- | ------------------ | ------------- | -------------------------------- |
|        | FC Aberdeen         | Peter Leven       | Interimstrainer | 1. Juni 2024       | Sommerpause   | Jimmy Thelin                     |
|        | FC St. Johnstone    | Craig Levein      | Entlassen       | 17. September 2024 | 10.           | Simo Valakari                    |
|        | Heart of Midlothian | Steven Naismith   | Entlassen       | 22. September 2024 | 12.           | Neil Critchley                   |
|        | FC Motherwell       | Stuart Kettlewell | Rücktritt       | 27. Januar 2025    | 5.            | Stephen Frail (Interimstrainer)  |
|        | FC Motherwell       | Stephen Frail     | Interimstrainer | 17. Februar 2025   | 8.            | Michael Wimmer                   |
|        | Glasgow Rangers     | Philippe Clement  | Entlassen       | 23. Februar 2025   | 2.            | Barry Ferguson (Interimstrainer) |
|        | Heart of Midlothian | Neil Critchley    | Entlassen       | 26. April 2025     | 8.            | Liam Fox (Interimstrainer)       |

## Auszeichnungen während der Saison
| Monat          | Trainer des Monats                   | Spieler des Monats                 |
| -------------- | ------------------------------------ | ---------------------------------- |
| August 2024    | Jimmy Thelin (FC Aberdeen)           | Callum McGregor (Celtic Glasgow)   |
| September 2024 | Brendan Rodgers (Celtic Glasgow)     | Lennon Miller (FC Motherwell)      |
| Oktober 2024   | Jimmy Thelin (FC Aberdeen)           | Nicky Devlin (FC Aberdeen)         |
| November 2024  | Brendan Rodgers (Celtic Glasgow)     | Sam Dalby (Dundee United)          |
| Dezember 2024  | David Gray (Hibernian Edinburgh)     | Nicky Cadden (Hibernian Edinburgh) |
| Januar 2025    | Neil Critchley (Heart of Midlothian) | Hamza Igamane (Glasgow Rangers)    |
| Februar 2025   | David Gray (Hibernian Edinburgh)     | Daizen Maeda (Celtic Glasgow)      |
| März 2025      | David Gray (Hibernian Edinburgh)     | Daizen Maeda (Celtic Glasgow)      |
| April 2025     | Jimmy Thelin (FC Aberdeen)           | Simon Murray (FC Dundee)           |

## Die Meistermannschaft von Celtic Glasgow
(Berücksichtigt wurden Spieler mit mindestens einem Einsatz; in Klammern sind die Einsätze und Tore angegeben)
| 1. | Celtic Glasgow |
|    | - Tor: Kasper Schmeichel (32/0), Viljami Sinisalo (6/0) - Abwehr: Cameron Carter-Vickers (30/1), Alistair Johnston (32/4), Maik Nawrocki (3/1), Tony Ralston (16/2), Liam Scales (26/2), Greg Taylor (28/0), Auston Trusty (22/1), Stephen Welsh (1/0) - Mittelfeld: Paulo Bernardo (28/2), Jude Bonnar (1/0), Arne Engels (34/9), James Forrest (23/1), Reo Hatate (37/10), Odin Thiago Holm (3/0), Jota (11/4), Nicolas Kühn (32/13), Sean McArdle (2/0), Luke McCowan (33/6), Callum McGregor (35/8), Luis Palma (8/0), Jeffrey Schlupp (13/1), Francis Turley (1/0) - Angriff: Johnny Kenny (8/1), Adam Idah (35/13), Kyōgo Furuhashi (22/10), Daizen Maeda (34/16), Hyun-jun Yang (23/5) - Trainer: Brendan Rodgers |